# Тюменев, Илья Фёдорович
Тюменев Илья Фёдорович (1855—1927) — русский писатель, переводчик и либреттист, композитор, художник.

## Биография
Родился в 1855 году в семье рыбинских купцов, правнук рыбинского головы Фёдора Ильича Тюменева. 
Осенью 1866 года был отправлен на обучение в Торговую школу Видемана, а зимой этого же года перешёл в другое учебное заведение.
С 1875 по 1876 годы Илья брал уроки музыки и композиции у Н.А. Римского-Корсакова, с которым в дальнейшем сохранял дружеские отношения. Написал несколько либретто для его оперных сочинений, в частности, к опере «Царская невеста». Сочинял Тюменев и сам – романсы, церковную музыку, создал оперу «Еретики». Также переводил на русский язык либретто опер зарубежных композиторов («Орфей» К. В. Глюка, «Дон Жуан» В. А. Моцарта и др.). 

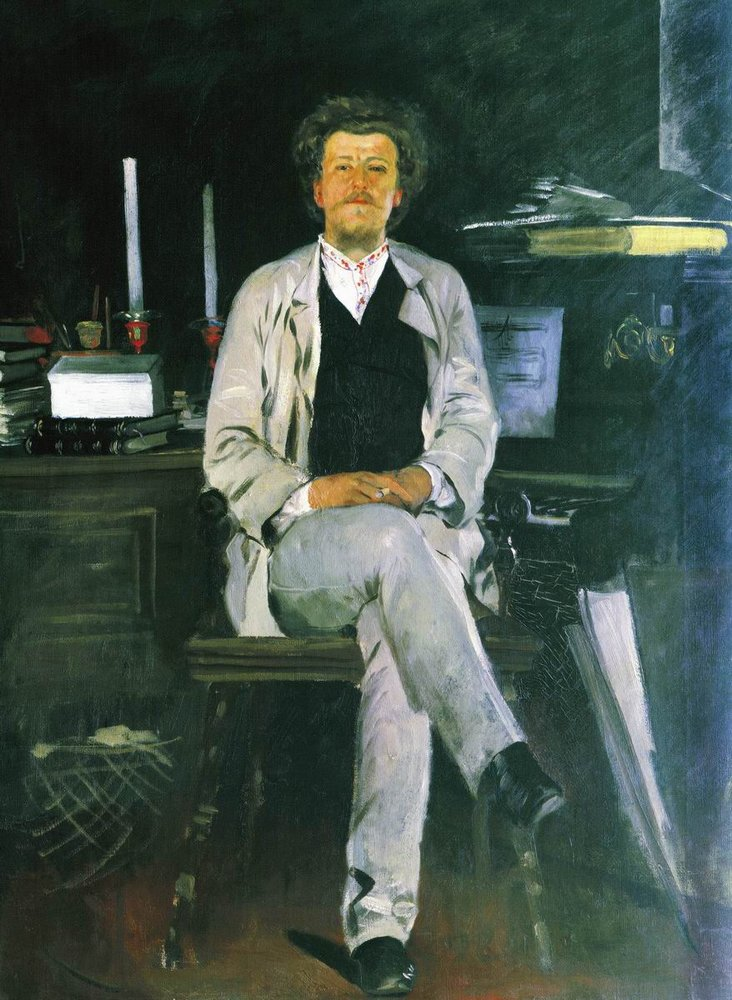
Портрет Тюменева работы Рябушкина

В 1880 году Тюменев поступил в Академию художеств, не прекращая занятий музыкой. Окончив Академию в 1888 году, получил звание свободного художника. Во время обучения он познакомился с А. П. Рябушкиным, с которым у Тюменева также сложились длительные добрые отношения.
В 1887 году Илья Федорович купил участок земли в Любанской волости Новгородского уезда, близ деревни Доброе Село (сейчас это Тосненский район Ленинградской области). Построенная им здесь красивая усадьба была названа им «Приволье». В «Приволье» он приютил А. П. Рябушкина – в построенном специально для него отдельном домике с мастерской художник прожил до 1901 года, создав тут часть своих произведений.
И. Ф. Тюменев сотрудничал с рядом русских изданий, в числе которых «Живописное обозрение», «Живописная Россия», «Исторический вестник». В 1914-1915 годах он был слушателем Московского городского университета имени А. Л. Шанявского, посещал курсы по внешкольному образованию и воспитанию. 
Путешествовал по России, жил на Украине, бывал за границей — в Европе, Сирии, Палестине. Писал художественно-этнографические путевые очерки.
После Октябрьской революции, когда в 1920-х годах началось выселение дворян и помещиков из усадеб, уехал в Ленинград к сыну — известному учёному-историку древнего мира Александру Тюменеву. Здесь некоторое время руководил одним из букинистических магазинов, стал известен как коллекционер книг. 
Умер в 1927 году в Ленинграде. 